# Derecho divino de los reyes

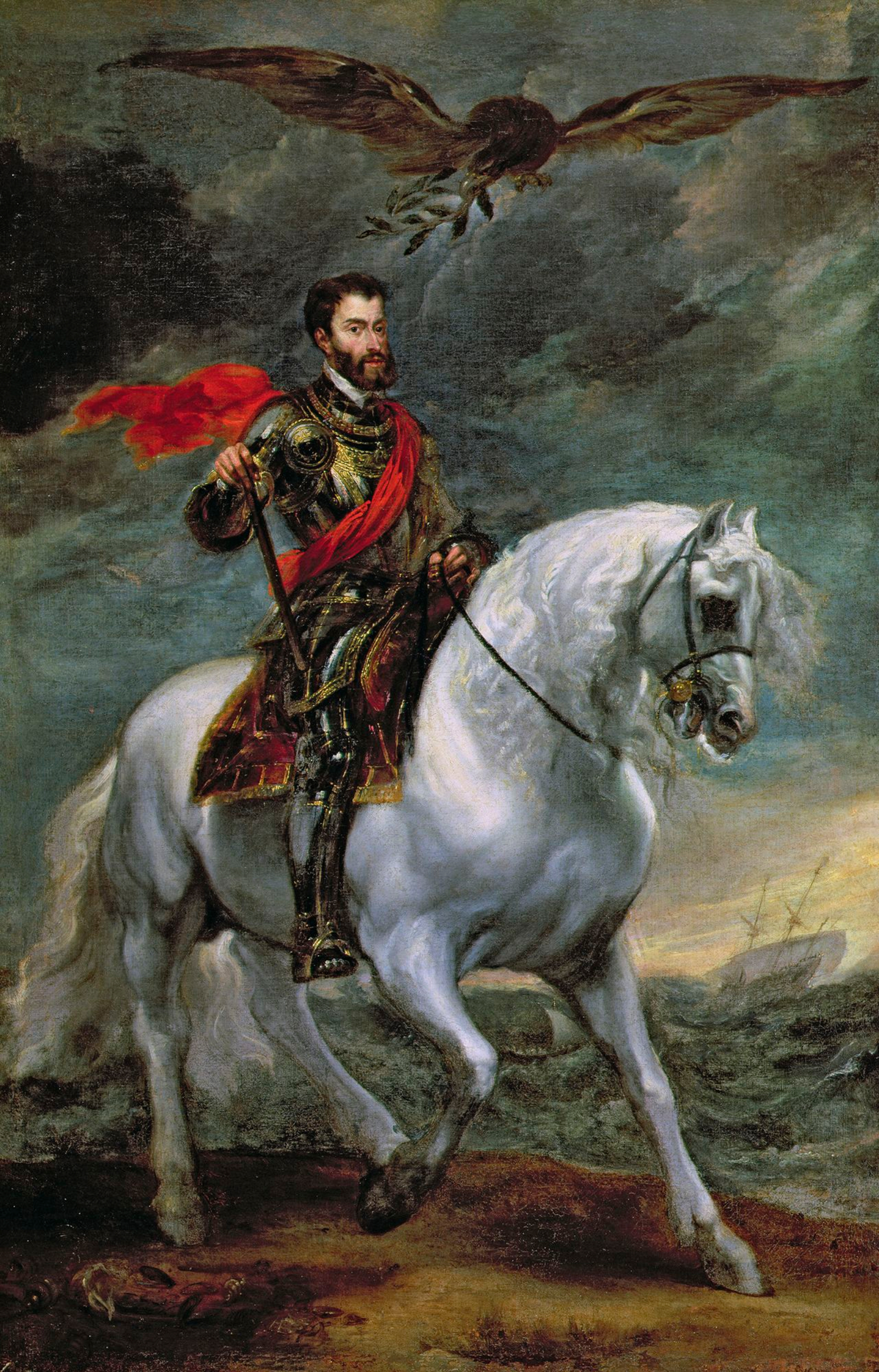
Retrato ecuestre del emperador Carlos V, por Anton Van Dyck, donde se puede observar un ave otorgando la corona de laurel al monarca a modo de voluntad divina.

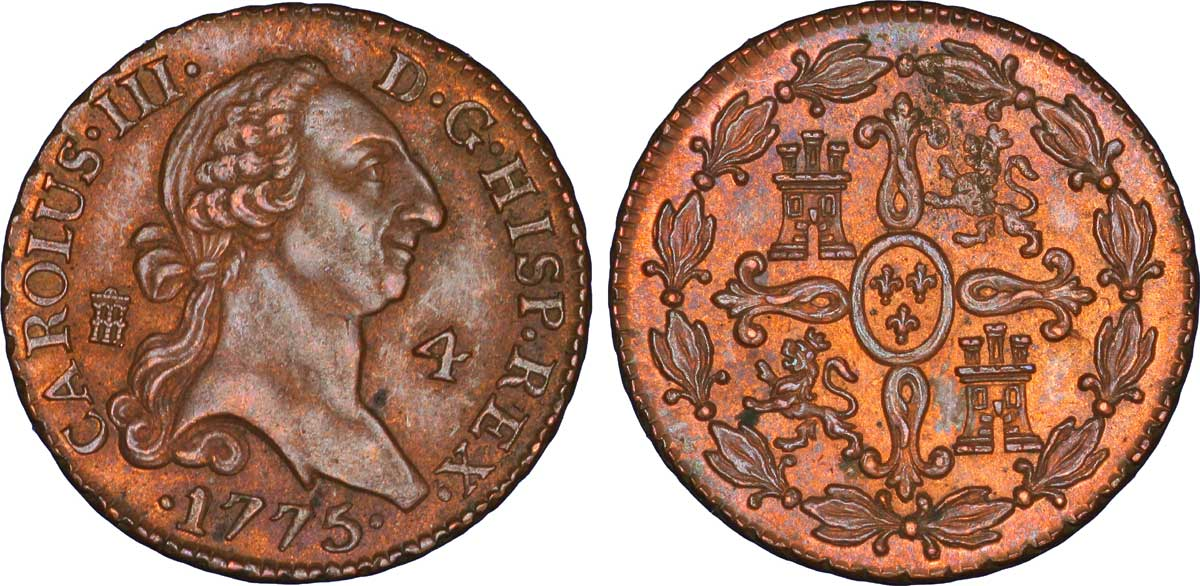
Moneda de 4 maravedíes con la efigie de Carlos III de España acuñada en 1775, con la leyenda CAROLUS III DEI GRATIA HISPANIARUM REX (Carlos III rey de las Españas por la gracia de Dios).

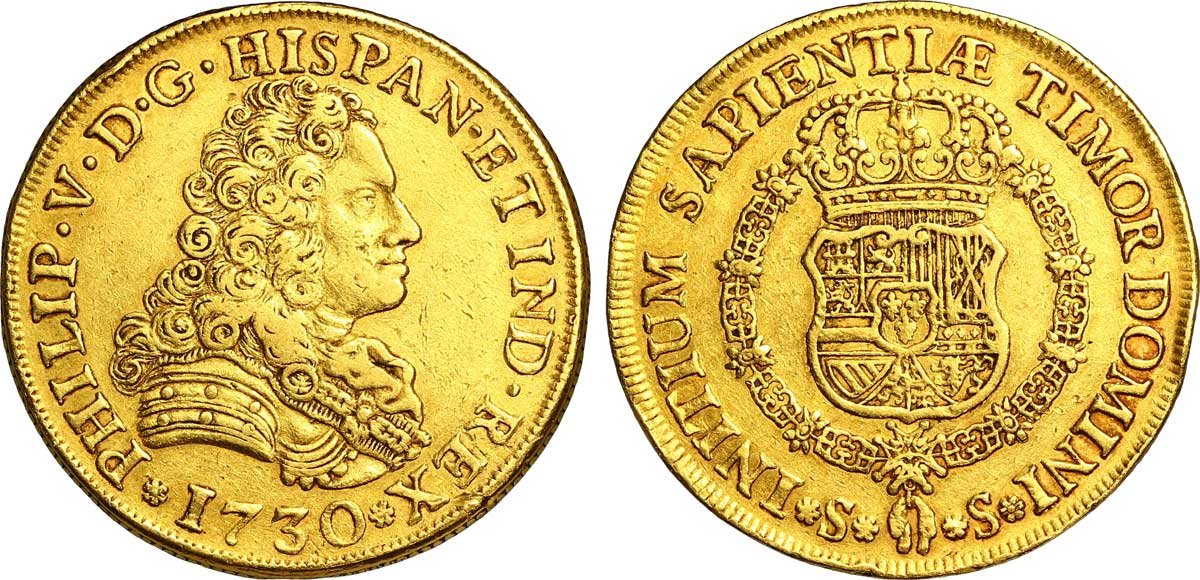
Moneda de 8 escudos de oro con la efigie de Felipe V de España acuñada en Sevilla en 1730, con la leyenda PHILLIPUS V DEI GRATIA HISPANIARUM REX (Felipe V rey de las Españas por la gracia de Dios).

La doctrina del derecho divino de los reyes reposa en la idea de que la autoridad de un rey para gobernar proviene de la voluntad de la deidad del pueblo que gobierna, y no de ninguna autoridad temporal, ni siquiera de la voluntad de sus súbditos ni de ningún testamento. La doctrina implica también que la deposición del rey o la restricción del poder y prerrogativas de la corona son actos contrarios a la voluntad de Dios. La doctrina no es una teoría política concreta, sino más bien una aglomeración de ideas. Las limitaciones prácticas supusieron límites muy considerables sobre el poder político y la autoridad de los monarcas, y las prescripciones teóricas del derecho divino rara vez se tradujeron literalmente en un absolutismo total.
En la Edad Media, la idea de que Dios le había otorgado poder terrenal al monarca, así como le había dado autoridad espiritual y poder a la Iglesia Católica, especialmente al Papa, ya era un concepto bien conocido mucho antes de que los escritores posteriores acuñaran el término " derecho divino de los reyes " y lo emplearan como teoría en la ciencia política. Por ejemplo, Ricardo I de Inglaterra declaró en su juicio durante la dieta de Speyer en 1193: "Nací en un rango que no reconoce superior a Dios, ante quien soy el único responsable de mis acciones", y fue Ricardo quien primero usó el lema "Dieu et mon droit" ("Dios y mi derecho"), que sigue siendo el lema del monarca del Reino Unido.
Con el surgimiento de los estados-nación y la Reforma protestante a fines del siglo XVI, la teoría del derecho divino justificó la autoridad absoluta del rey en asuntos políticos y espirituales.

## Absolutismo británico

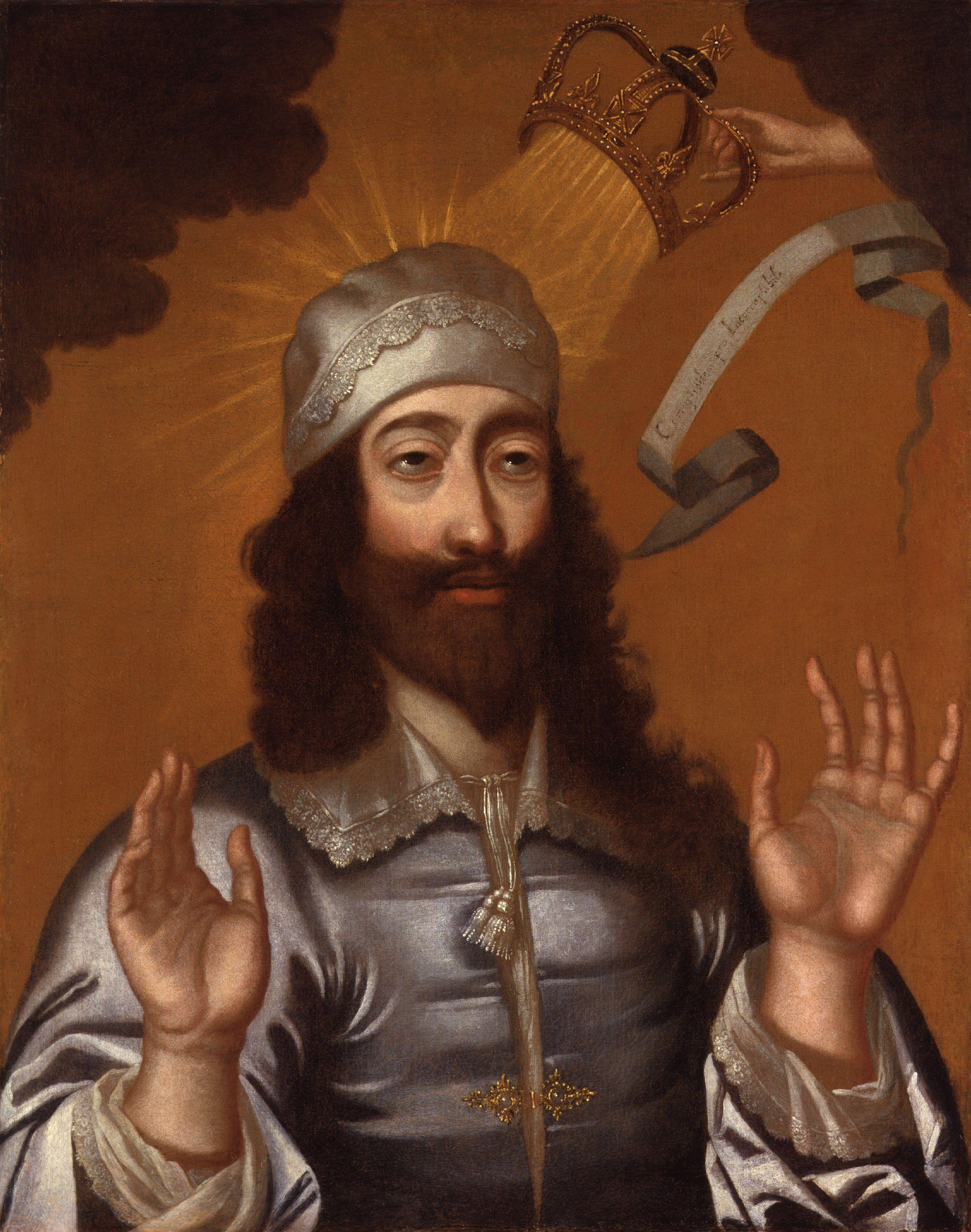
Carlos I de Inglaterra recibiendo la corona de manos de Dios.

En el caso británico, estas doctrinas se asocian estrechamente con los primeros reyes de la Casa de Estuardo y las tesis de los teólogos carolinos, quienes fundamentaban en la Biblia las concepciones de Jacobo VI de Escocia y I de Inglaterra, Carlos I de Inglaterra y Carlos II de Inglaterra. Sin embargo, estas ideas fueron puestas por escrito entre 1597-98, antes del ascenso de Jacobo —ya rey de Escocia— al trono inglés. Su Basilikon Doron, un manual de los deberes de un rey, fue escrito como manual de educación para su hijo de cuatro años Henry Frederick, Príncipe de Gales, que murió joven, sin llegar a reinar. Según ese texto, un buen rey:

Se reconoce a sí mismo como destinado para su pueblo, habiendo recibido de Dios la carga del gobierno, de la cual debe dar cuenta.

El representante de este concepto en Inglaterra fue Robert Filmer , autor del Tratado "Patriarca" ( 1680 ). Su argumentación se relaciona con la historia bíblica , vista aquí como la prehistoria universal de la humanidad. El poder de los reyes, según Filmer, proviene de la unción de Dios, porque el Creador debía dárselo a Adán.el derecho a gobernar sobre toda la creación, incluida la propia familia (y, por lo tanto, toda la humanidad). Adán fue el primer padre en ejercer una autoridad completa sobre el mundo (por otorgamiento divino) y sobre su descendencia. El poder estatal se deriva del poder paterno. Así, el monarca cumple el papel de padre de la familia hacia su pueblo, su posición justificada por el modelo de familia ungido por Dios. El razonamiento anterior es genético: Filmer no afirma que el poder de los monarcas se base "directamente" en el otorgamiento divino, sino que deriva de un orden santificado por Dios. La Biblia fue tratada allí como la historia universal de la humanidad en una dimensión ontológica y no alegórica. La Sagrada Escritura, leída en términos seculares, funcionó como una especie de " mito del principio": Se utilizó para legalizar (justificar) la situación actual.

## Absolutismo francés

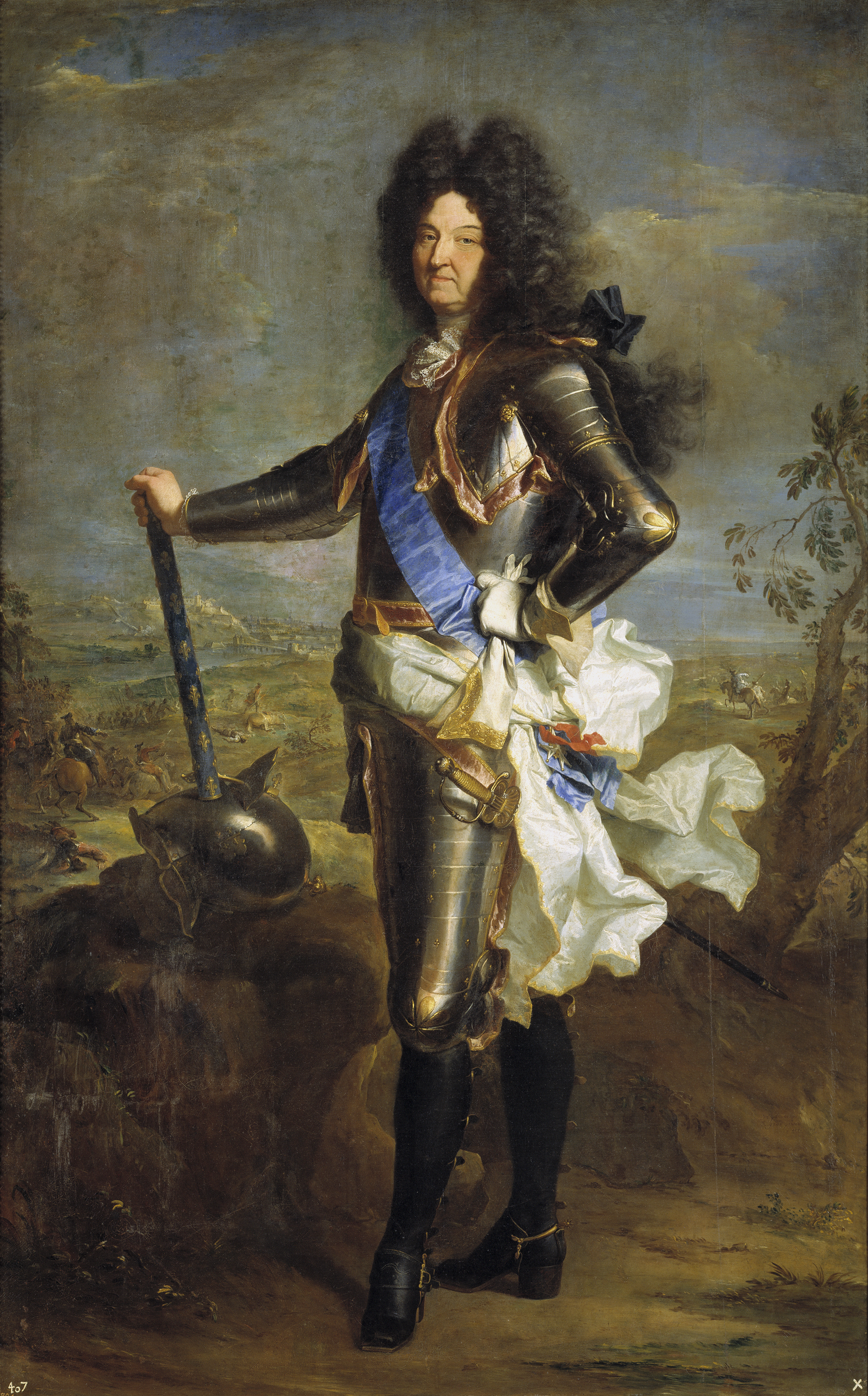
El rey Luis XIV de Francia, considerado uno de los mayores exponentes del absolutismo.

El derecho divino de los reyes fue defendido por Jean Bodin (1530 - 1596), un teórico político francés, influenciado por el calvinismo. Según él, los príncipes soberanos (reyes) fueron designados por Dios para gobernar a otros hombres. Jacques Bossuet, de influencias galicanas, defendió esta teoría para apoyar el absolutismo de Luis XIV de Francia, al revisar los precedentes del Antiguo Testamento con respecto a la elección de reyes, Bossuet concluyó que los reyes fueron consagrados como representantes de Dios en la Tierra. Cada uno de ellos había recibido su trono de Dios mismo, y rebelarse contra su autoridad era como rebelarse contra Dios, de la providencia divina a través de la primogenitura. Bossuet escribió no para justificar la autoridad de una monarquía ya autocrática, sino para protegerla de nuevos incidentes y disturbios que habían sacudido el trono francés, como la serie de "frondas" en las que los nobles franceses habían librado guerras civiles contra los franceses, l autoridad de Luis XIII y contra el propio Luis XIV. Las enseñanzas de Bossuet finalmente resultaron ser la causa de mucha confusión y derramamiento de sangre en Francia. La noción de derecho divino fue finalmente aniquilada por la Revolución Francesa.

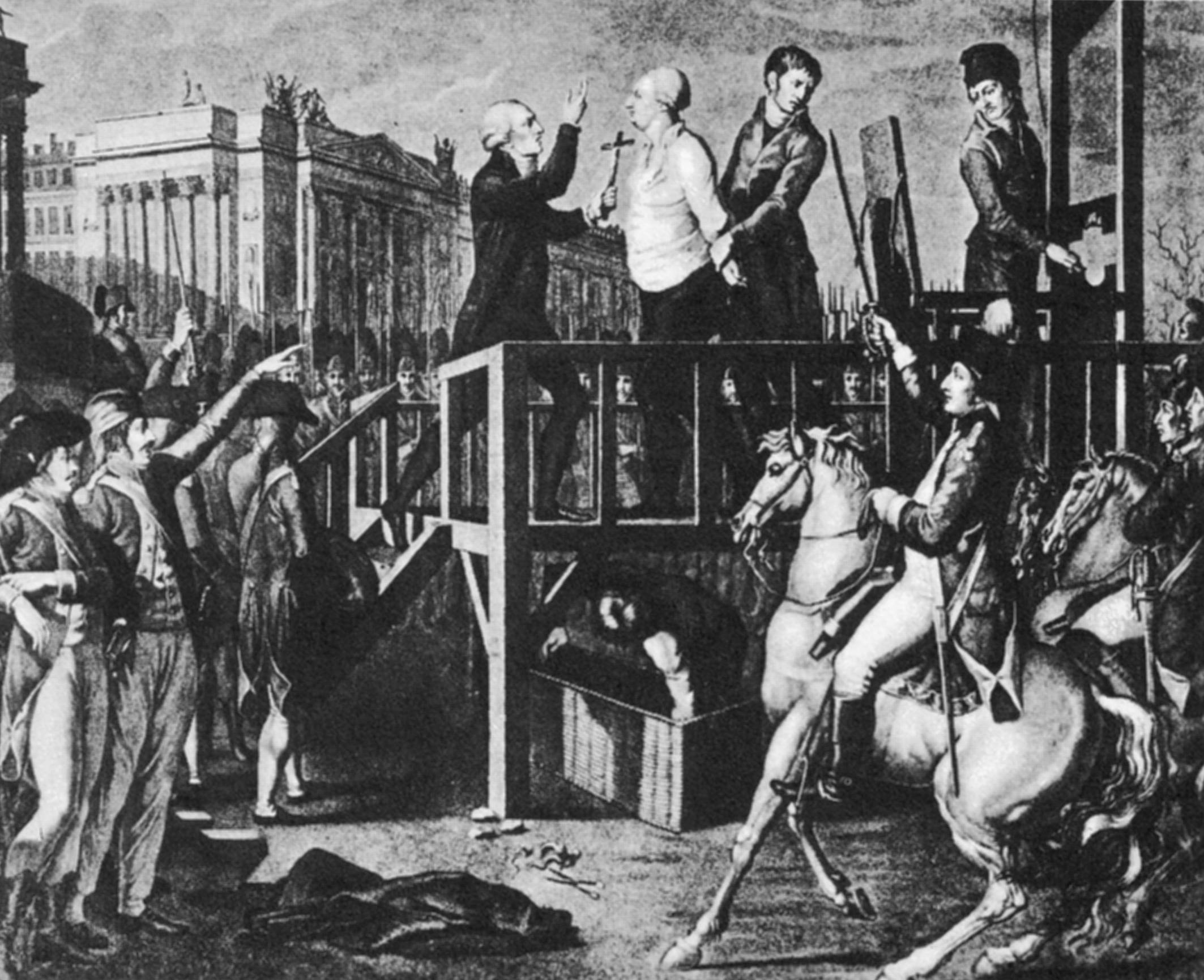
Ejecución del rey Luis XVI de Francia en 1793, el culmen de la Revolución Francesa.

## Precedentes

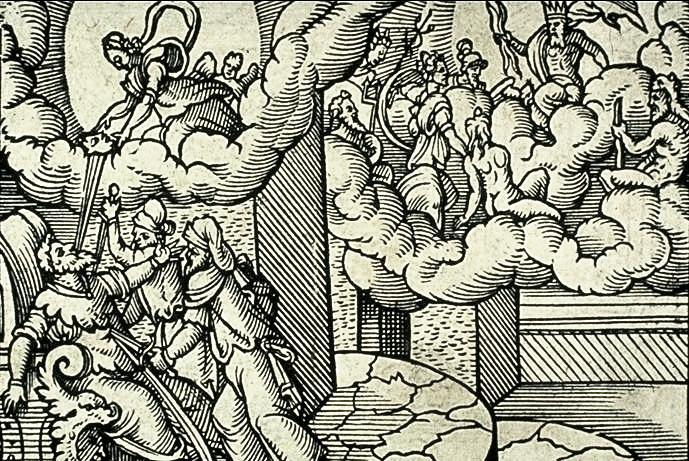
Deificación de Julio César en un grabado de la Edad Media. La elevación a la categoría de divinidad de los gobernantes romanos fue uno más de los elementos que contribuyeron a la creación de la figura imperial en un largo proceso no delimitado con claridad.

El pensamiento cristiano justificó la sumisión a la monarquía haciendo referencia a lo siguiente:
1. El Antiguo Testamento, en el que Dios eligió reyes para gobernar sobre Israel, comenzando con Saúl, quien luego fue rechazado por Dios a favor de David, cuya dinastía continuó (al menos en el reino del sur) hasta el cautiverio de Babilonia .
2. El Nuevo Testamento, en el que, considerado por la Iglesia Católica, el primer Papa, San Pedro, ordena que todos los cristianos honren al Emperador Romano,[1]  aunque, en ese momento, todavía era un emperador pagano. San Pablo estuvo de acuerdo con San Pedro en que los súbditos deben ser obedientes a los poderes establecidos porque son designados por Dios, como escribió en su Epístola a los Romanos.[2]  Asimismo, Jesucristo proclama en el Evangelio de Mateo que se debe "dar al César lo que es del César"; eso es, al principio, literalmente, el pago de impuestos que obliga a quienes usan la moneda imperial.[3] Jesús le dijo a Poncio Pilato que su autoridad como gobernador romano de Judea venía del cielo según Juan 19: 10-11.
3. El respaldo de los papas y la Iglesia Católica de la línea de emperadores comenzando con los emperadores Constantino y Teodosio , más tarde los emperadores romanos de Oriente, y finalmente el emperador de Occidente, Carlomagno y sus sucesores, los emperadores católicos del Sacro Imperio Romano Germánico.

En el cristianismo primitivo no se desarrollaron planes explícitos para el gobierno de sociedades principalmente cristianas, puesto que se asumía que los cristianos siempre serían una minoría en un mundo pagano, y su consejo político se limitó a sugerir obedecer la ley y mantenerse alejado de los gobiernos paganos.

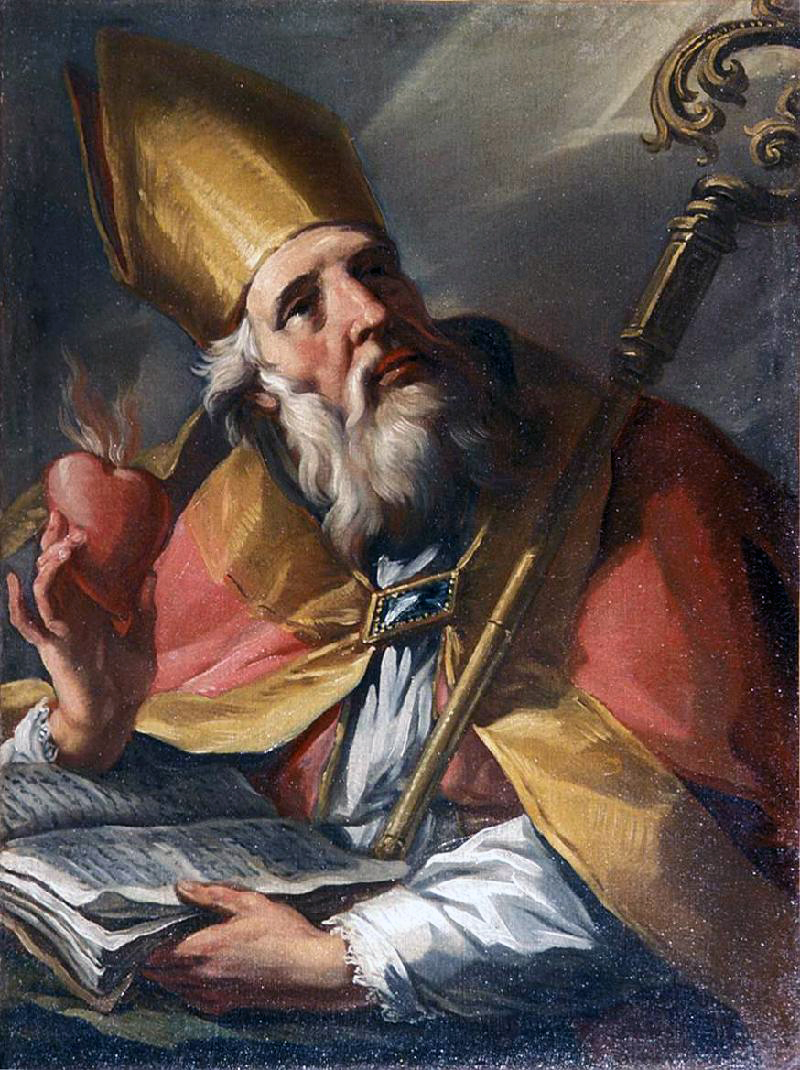
Retrato imaginario de San Agustín vestido como obispo.

San Agustín dejó aportes en su De Civitate Dei , dentro del contexto del Imperio Romano recientemente convertido que se encontraba en serias dificultades políticas y militares. Si bien la "Ciudad de los hombres" y la "Ciudad de Dios" podrían tener diferentes propósitos, ambas fueron establecidas por Dios y sirvieron a su última voluntad. Aunque la "Ciudad del Hombre", el mundo del poder secular, puede parecer impío y gobernado por pecadores, fue colocada en la Tierra para proteger la "Ciudad de Dios". De modo que, los monarcas habían sido colocados en su trono para los propósitos de Dios, y cuestionar su autoridad equivalía a cuestionar la de Dios.

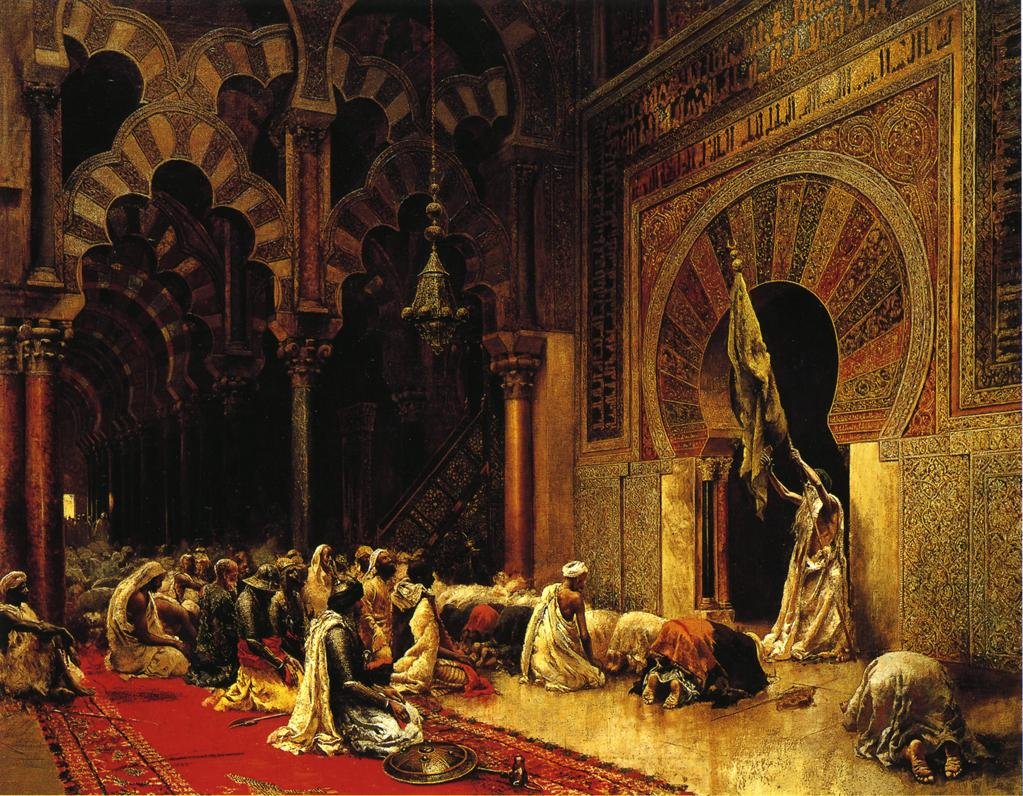
Llamada a la yihad en la Mezquita de Córdoba, según un cuadro decimonónico. En el mundo islámico, el califa es responsable de guiar a los creyentes y cumplir con la voluntad de Dios.

El concepto de Derecho divino incorpora, aunque exagera el distinto concepto cristiano de "derechos dados al rey por Dios", que sostiene que "el derecho a gobernar es ungido por Dios", aunque esta idea se encuentra en muchas otras culturas, como las tradiciones de los arios y del Antiguo Egipto. En las religiones antiguas el rey suele verse como un hijo de una divinidad, lo que le convierte en un déspota que no puede ser desafiado. Las concepciones que surgen del Corán sobre la fusión de los roles espirituales y temporales en manos del califa también conducen a regímenes legitimados por el derecho divino en el Islam, si bien los musulmanes no consideraban al califa como un representante de Alá tanto como un sucesor del profeta Mahoma, y la historia islámica fue testigo de muchas rebeliones contra los califas por motivos religiosos, como la revolución de los qarmatianos, los nizaríes y los kharijitas, así como sociales como la rebelión Zanj y políticas como la revolución de Abdullah bin Zubair y Abd al-Rahman ibn Muhammad ibn al-Ashaz e incluso religiosas como Husáin ibn Ali, se utilizaron textos para suprimir estas y otras revoluciones, y varias escuelas de pensamiento todavía ven la rebelión contra el gobernante como infidelidad y distancia estipulan que no se rebela contra el gobernante por la ausencia de blasfemia abierta de él. Resumido en la frase de Muhammad ibn Abd al-Wahhab "El tercer principio: La asamblea completa es escuchar y obedecer a quien nos manda, aunque sea un esclavo abisinio"
En el cristianismo medieval, doctrinas como la de las dos espadas y el agustinismo político, llevaron a la constitución de los dos poderes universales (pontificado e imperio), lo que incorpora la posibilidad de una duplicidad en el poder, y con ella la del equilibrio entre ambos dentro de un estado. Tras la Reforma protestante, esta duplicidad se mantuvo como característica de la tradición católica en la Europa del Sur, como la Monarquía Católica, mientras que en los países protestantes supuso una especie de retorno a la idea de un mero déspota inexpugnable, que pasó a ser de nuevo concebible.
Tomás de Aquino consideraba la posibilidad de deposición del rey, e incluso del regicidio como tiranicidio cuando el rey era un usurpador, y por tanto no un verdadero rey, pero prohibía, como hacía la Iglesia, que ningún rey legítimo fuera depuesto por sus súbditos. El único poder en la tierra capaz de deponer a un rey era el Papa, como vicario de Cristo. El razonamiento era impecable: si un súbdito pudiera deponer a su superior por alguna mala ley ¿Quién sería el que pudiera juzgar que tal ley es mala? Si el súbdito pudiera juzgar a su propio superior entonces cualquier autoridad superior legítima podría ser depuesta por el juicio arbitrario de un inferior y entonces toda ley estaría constantemente cuestionada.
En el Renacimiento, muchos autores, como Nicolás de Cusa y Francisco Suárez seguían proponiendo teorías similares. La Iglesia era la garantía última de que los reyes cristianos seguirían las leyes y tradiciones constitucionales de sus antepasados , y las leyes de Dios y de la justicia.
De una forma y de algún modo similar, el concepto chino del Mandato del Cielo, doctrina política china que afirmaba que el cielo (天, Tian) otorga el mandato a un gobernante justo, el "Hijo del Cielo", requería que el emperador cumpliera apropiadamente los rituales, consultara a sus ministros y respetara las disposiciones de sus antecesores, de forma que se le hacía extremadamente difícil contravenirlas. Por lo que, el mandato depende de la actuación justa y capaz del gobernante. Si un gobernante era derrocado, esto se interpretó como una indicación de que el gobernante era indigno y había perdido el mandato. 
Mientras tanto, en Japón, el título de Hijo del Cielo era menos condicional que su equivalente chino. No había ningún mandato divino que castigara al emperador por no gobernar con justicia. El derecho a gobernar del emperador japonés, descendiente de la diosa del sol Amaterasu, era absoluto.  Los emperadores japoneses ejercían tradicionalmente poco poder secular. En general, era deber del emperador en funciones realizar rituales y hacer apariciones públicas, mientras que el verdadero poder (antes de la Restauración Meiji) estaba en manos de regentes, ministros de alto rango, un comandante en jefe de las fuerzas armadas del emperador conocido como el shōgun o incluso emperadores retirados, dependiendo del período de tiempo.
Frente a los formidables poderes de los barones feudales y del Papa, así como a los desafíos impuestos por la Reforma protestante, varios pensadores europeos, de inclinación estatocrática, concibieron una especie de 'tercera vía' entre el Imperio y el Papado . Defendieron una teoría que afirmaba definitivamente la autoridad y legitimidad de los monarcas, colocándolos por encima de la nobleza y el clero católico, así como de los protestantes.
Antes de la Reforma, el rey ungido era, dentro de su reino, el vicario acreditado de Dios para propósitos seculares (ver la Controversia de la investidura ); después de la Reforma protestante, él (o ella si reinaba) se convirtió en esto en los estados protestantes también con fines religiosos. La Reforma Protestante no necesariamente cambió esta doctrina donde fue adoptada. Solo destacó una de sus consecuencias: el monarca por derecho divino debía obedecer a Dios, de lo contrario perdería su legitimidad.

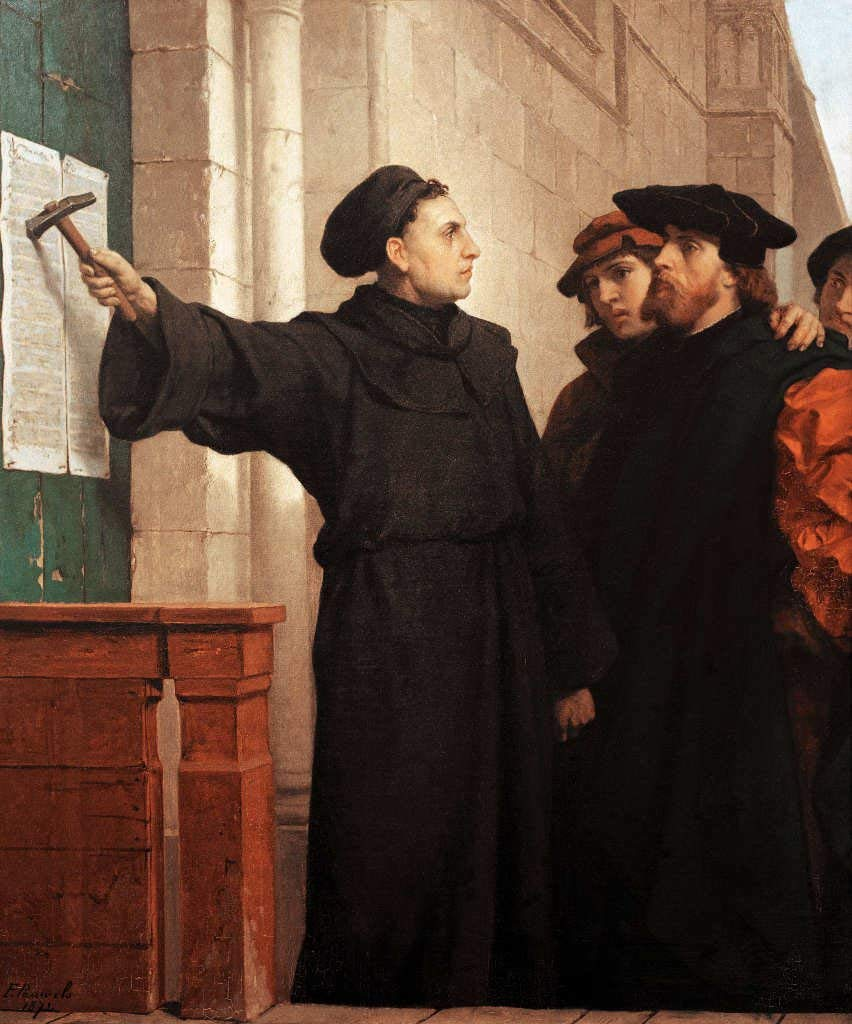
Martín Lutero clavando sus noventa y cinco tesis en la puerta de una iglesia, propagando los ideales de la Reforma Protestante.

Las bases bíblicas del derecho divino de los reyes provienen en parte de la Epístola a los romanos (13, 1–2), donde se dice:

Sométase toda persona a las autoridades superiores; porque no hay autoridad sino de parte de Dios, y las que hay, por Dios han sido establecidas. De modo que quien se opone a la autoridad, a lo establecido por Dios resiste; y los que resisten, acarrean condenación para sí mismos.

Dicho pasaje de las Escrituras que apoya la idea del derecho divino de los reyes fue utilizado por Martín Lutero , cuando instó a las autoridades seculares a aplastar la rebelión campesina de 1525 en Alemania en su obra Contra los campesinos asaltantes y asesinos.

## Críticas

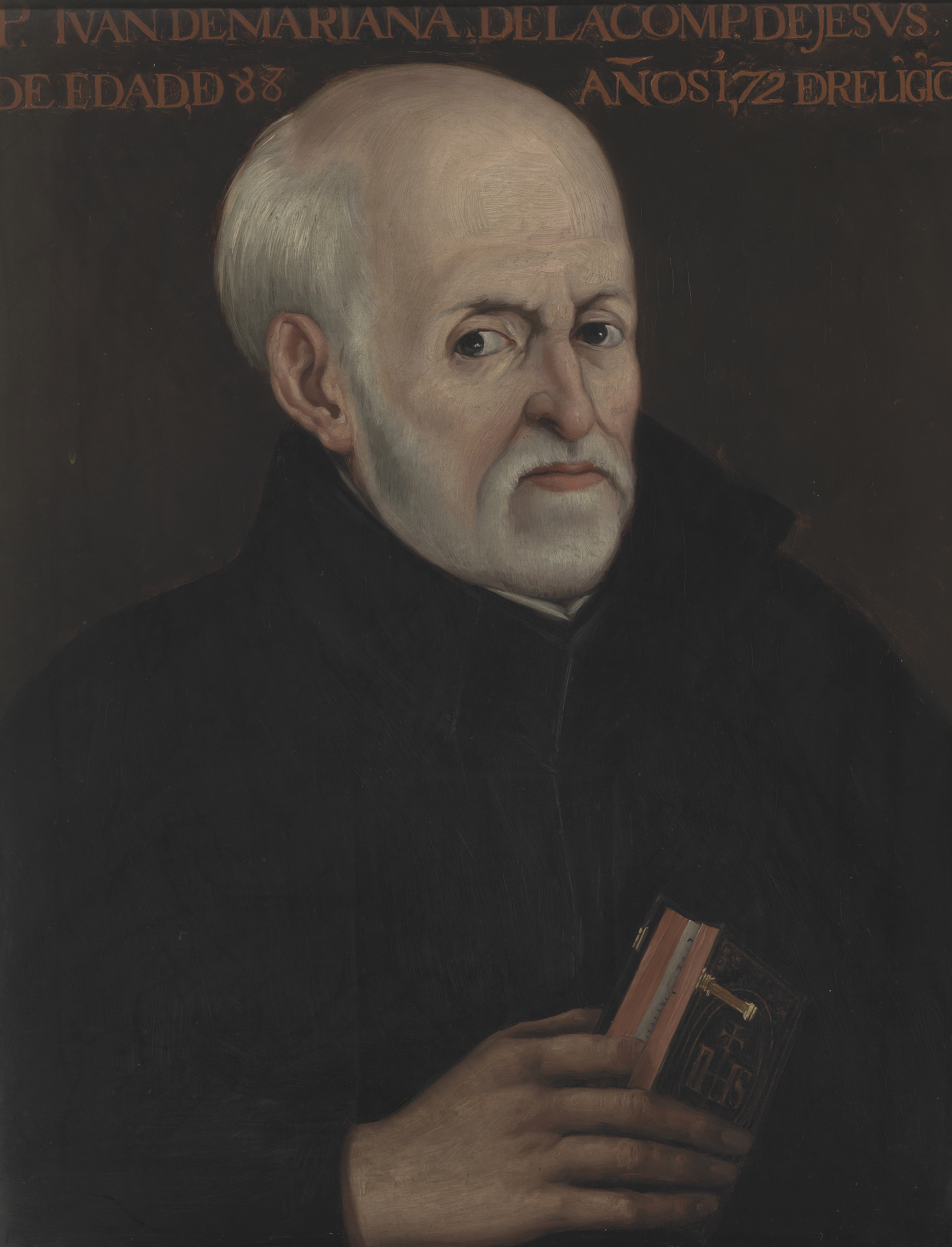
Retrato del jesuita español Juan de Mariana, autor de De rege et regis institutione (1599), ensayo en el que critica el derecho divino de los reyes e incluso defiende la legitimidad de una revolución o de la ejecución de un rey si actúa de forma tiránica y contraria al interés del pueblo, lo que la convirtió en una de las obras más escandalosas de la Europa del.

El historiador católico español Juan de Mariana planteó en su libro De rege et regis Institutione (1599) el argumento de que, dado que la sociedad se formó mediante un "pacto" entre todos sus miembros, "no cabe duda de que son capaces de llamar a un rey a cuenta".  Mariana desafió así las teorías del derecho divino al afirmar que, en determinadas circunstancias (siguiendo la línea de Santo Tomas de Aquino), el tiranicidio podría estar justificado. El cardenal Roberto Belarmino también "no creía que el instituto de la monarquía tuviera ninguna sanción divina" y compartía la creencia de Mariana de que había momentos en los que los católicos podían destituir legalmente a un monarca.

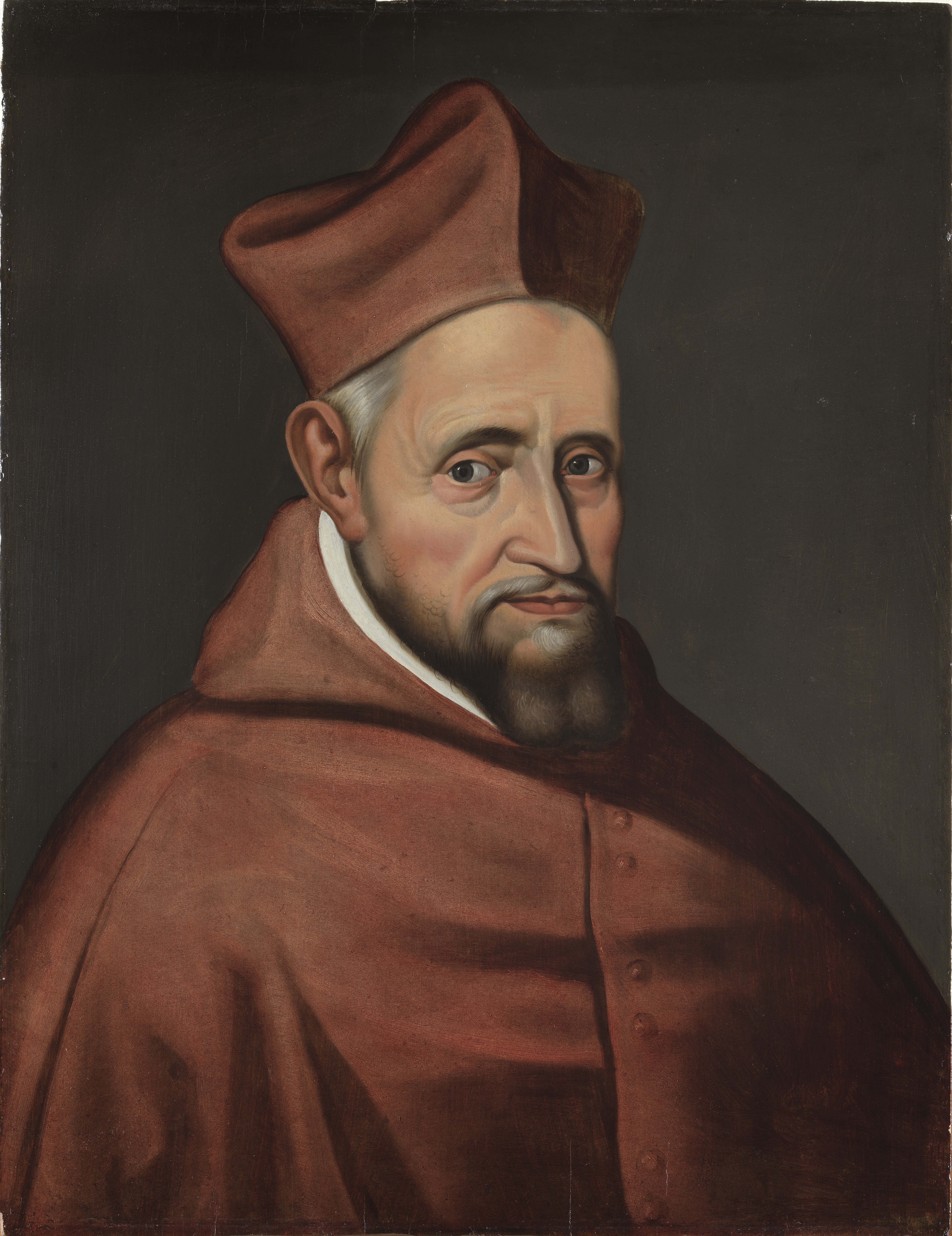
Retrato del cardenal Belarmino, quien compartía las posturas de Juan de Mariana acerca de la legitimidad de la destitución de un monarca.

Por orden del Papa, el cardenal Roberto Belarmino publicó una refutación, bajo el seudónimo de Mateus Torti, quien era uno de sus secretarios. El rey Jacobo I decide responder, retocando su disculpa y añadiéndole un largo prefacio: el Prefacio de Monitoreo (1609). Esta vez, el libro llevaba la identificación de su autor, el rey Jaime I. El cardenal Belarmino respondió al año siguiente, también con su propio nombre, pero el Papa decidió sondear a Francisco Suárez, profesor de la Universidad de Coimbra , quien tres años después publica un extenso libro: Defensio fidei catholicae adversus anglicanae sectae errores ..., Coimbra, 1613 ("Defensa de la fe católica contra los errores de la secta anglicana").

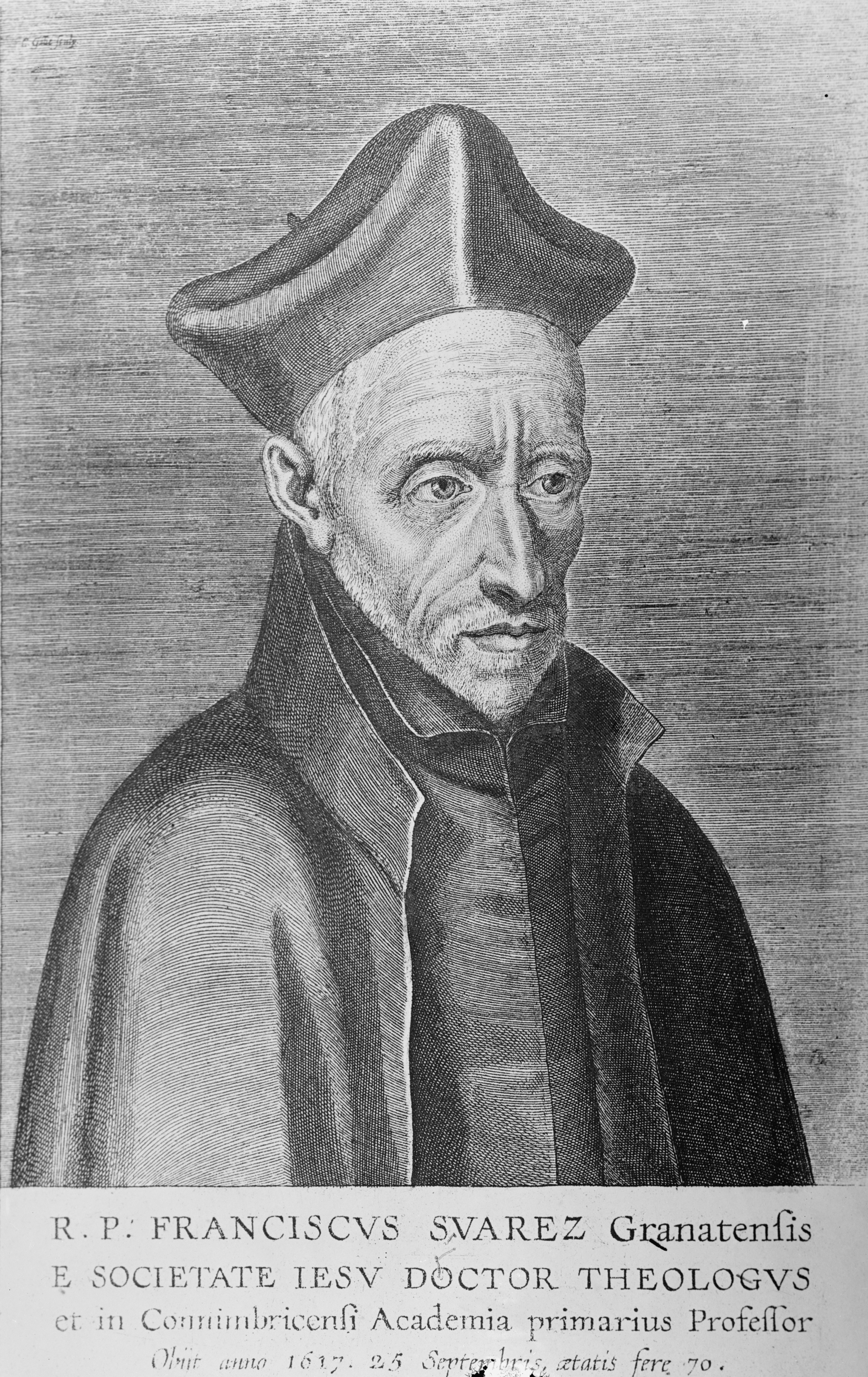
Retrato de Francisco Suárez, autor de Defensio fidei catholicae adversus anglicanae sectae errores ("Defensa de la fe católica contra los errores de la secta anglicana").

La refutación de Suárez contenía la doctrina católica, que se puede resumir de la siguiente manera: el poder político de los reyes no se recibe directamente de Dios; es el pueblo organizado en comunidad política el que transmite poder a los reyes. El único poder que la Iglesia católica considera procedente de Dios es el poder espiritual del Papa, quien, cuando recibe las llaves de San Pedro, no considera que las recibe de la Iglesia misma, sino de Cristo. La Iglesia Católica, a través de los cardenales electores , designa solo a la persona del sucesor de Pedro. En el concepto católico, Cristo es quien le da poder espiritual, no por un nuevo acto, sino en virtud del acto único en el que se los entregó a Pedro y sus sucesores a orillas del lago Tiberíades.
El derecho divino del monarca contradecía la doctrina de la Iglesia Católica , incluso cuando fue defendido por príncipes como Luis XIV, o por primeros ministros como el Marqués de Pombal, porque negaba el papel de esa Iglesia como intermediario espiritual entre el hombre común y Dios, confiriendo este atributo al monarca, además, en la jurisprudencia católica, el monarca siempre está sujeto a la ley natural y divina, que se consideran superiores al monarca. La posibilidad de que la monarquía decayera moralmente, anulara la ley natural y degenerara en una tiranía opresora del bienestar general fue respondida teológicamente con el concepto católico de tiranicidio extralegal , idealmente ratificado por el Papa. En el protestantismo, el rasgo principal de los reyes es considerarse vicarios (o representantes, en inglés deputy) de Dios en la Tierra.
El libro de Francisco Suárez fue condenado y mandado a quemar, tanto en Inglaterra como en Francia; en Inglaterra por orden del arzobispo de Canterbury; en Francia, por orden del parlamento de París.

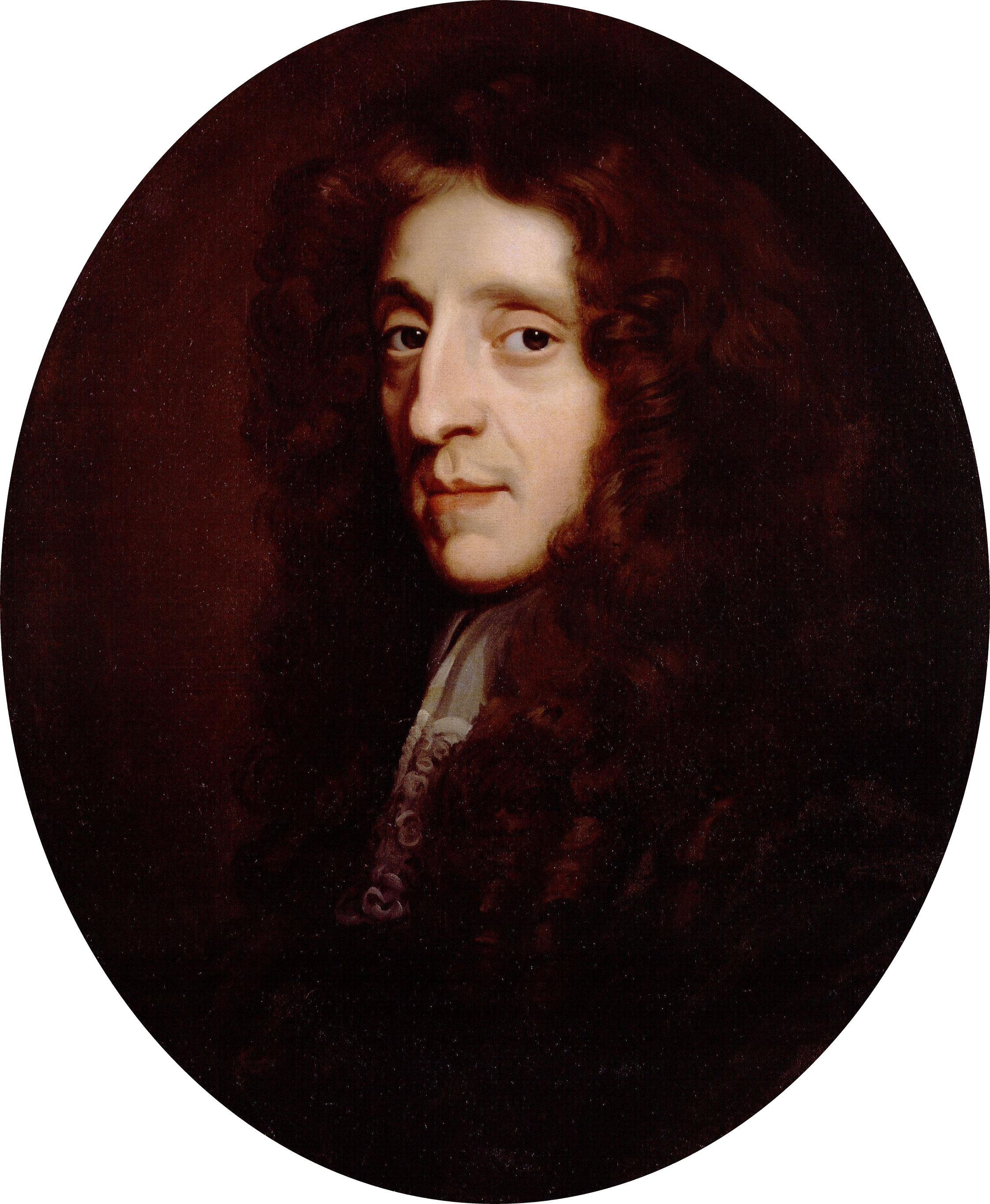
Retrato de John Locke, opositor a la idea del derecho divino en el mundo anglosajón.

Con el tiempo, la oposición al derecho divino de los reyes provino de varias fuentes, incluido el poeta John Milton en su panfleto The Tenure of Kings and Magistrates, y Thomas Paine en su panfleto El Sentido Común. Probablemente las dos declaraciones más famosas del derecho a la revolución contra la tiranía en el idioma inglés son el Ensayo de John Locke sobre el verdadero original, extensión y fin del gobierno civil y la formulación de Thomas Jefferson en la Declaración de Independencia de los Estados Unidos de que "todos los hombres son creados por igual".

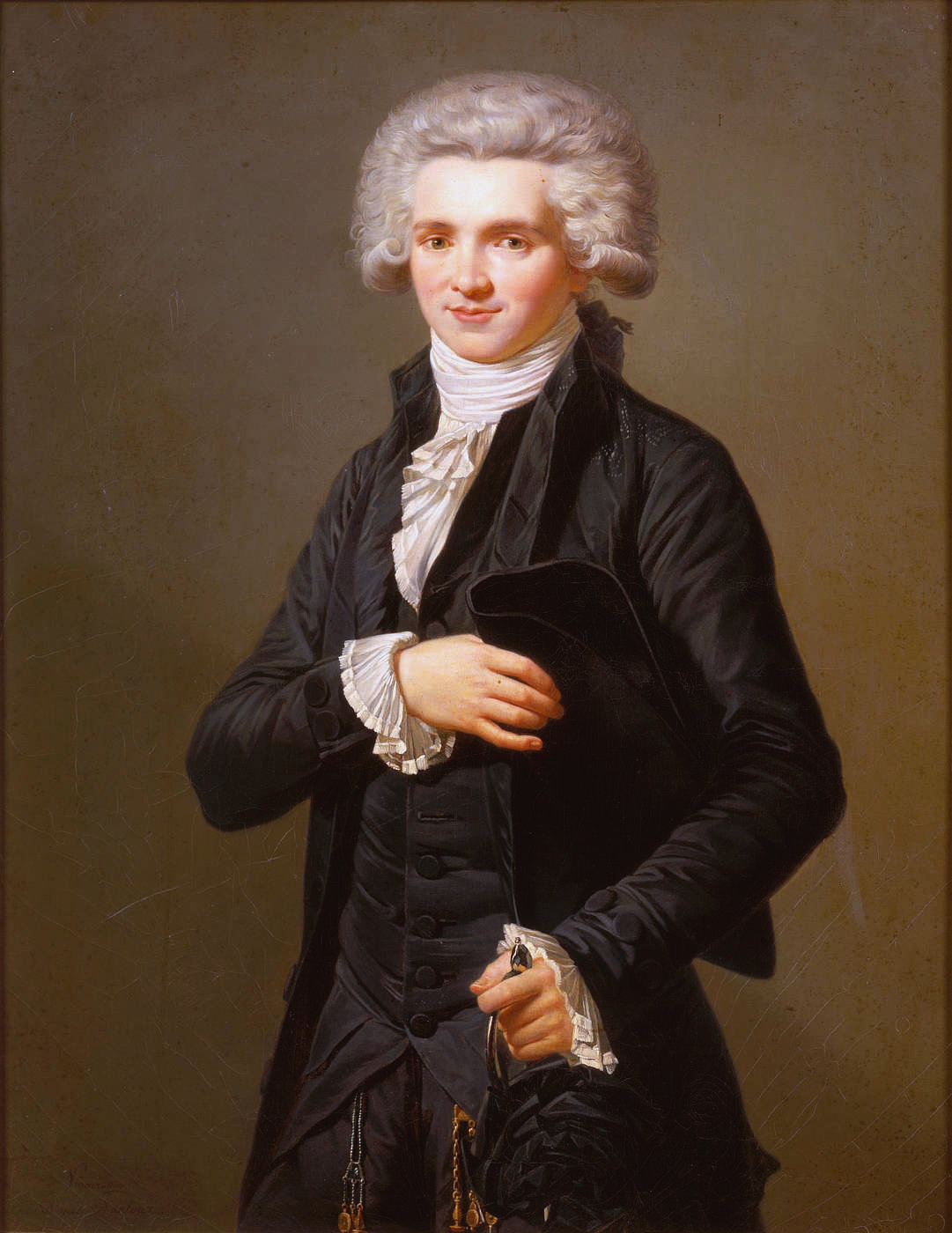
Retrato de Maximilien Robespierre (1785), líder revolucionario durante la Revolución Francesa.

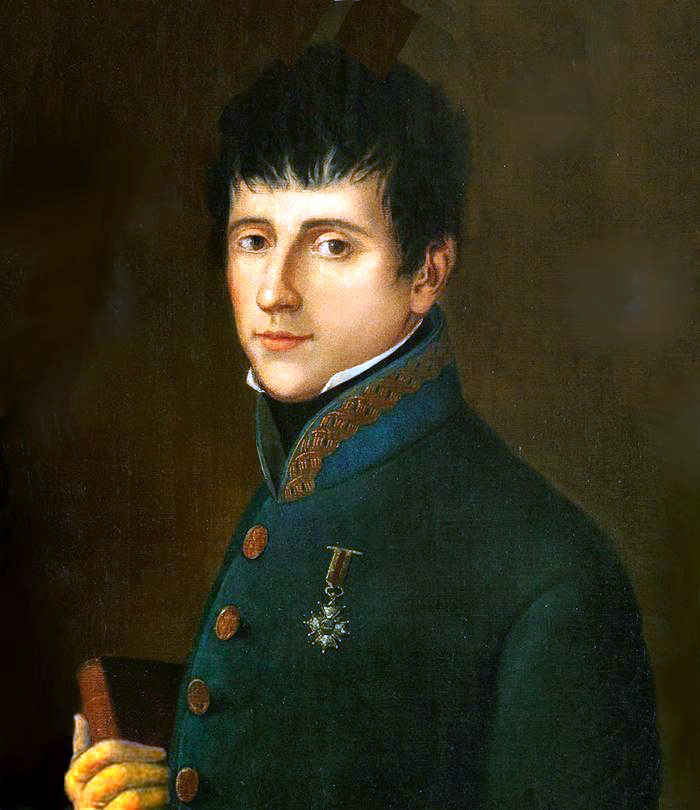
Retrato de Rafael de Riego, político liberal monarquista español, promotor del Trienio Liberal (1820-1823).

A partir de la Revolución Francesa y la diseminación de los ideales de la Ilustración, el derecho divino de los reyes fue perdiendo fuerza en todo el mundo occidental y más allá.